# Assigny (Seine-Maritime)
Assigny is een dorp en voormalige gemeente in de Franse gemeente Petit-Caux in het departement Seine-Maritime in de regio Normandië. De voormalige gemeente telt 332 inwoners (2005). De plaats maakt deel uit van het arrondissement Dieppe.

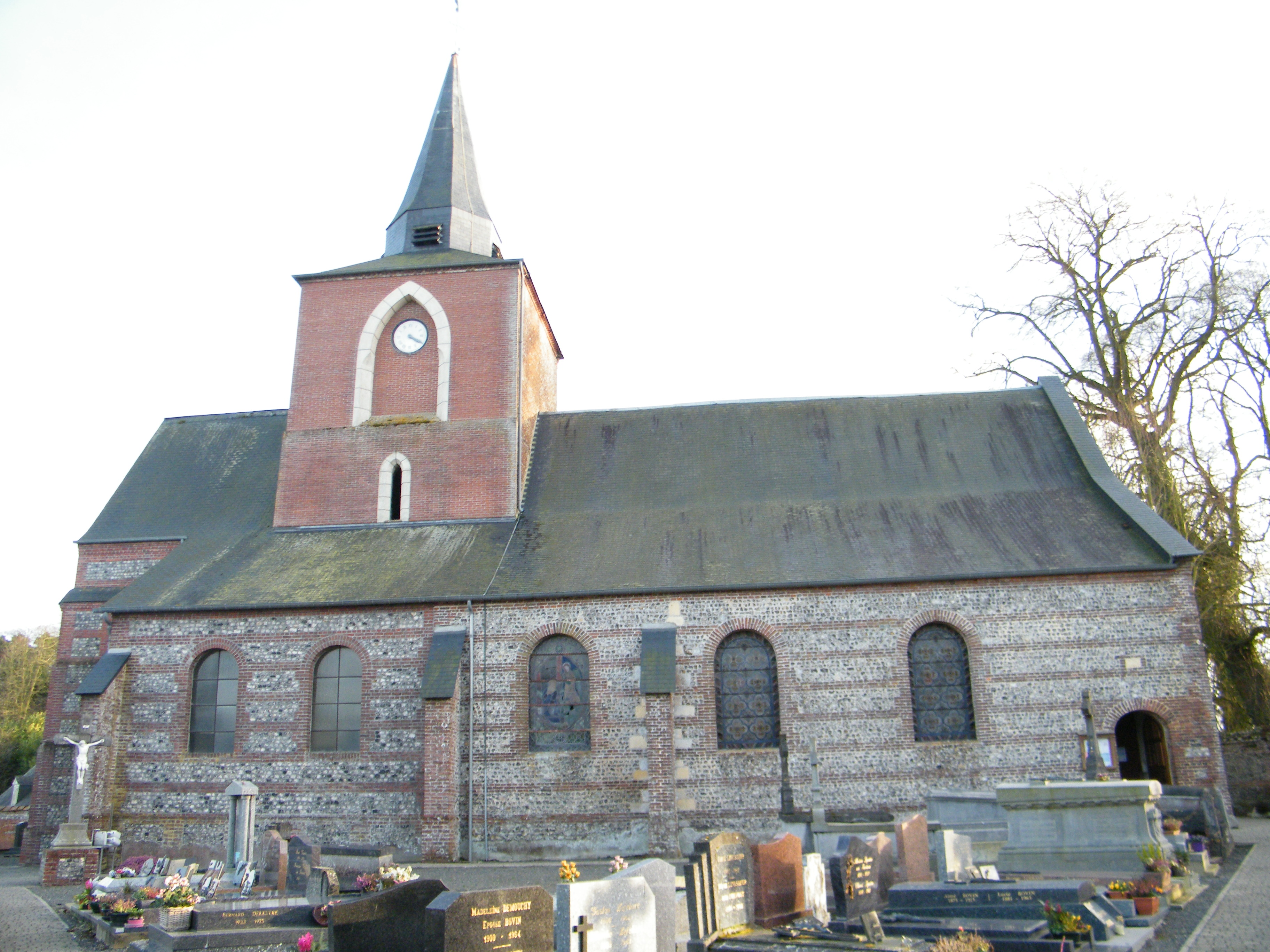
Église Saint-Médard

## Geschiedenis
Oude vermeldingen van de plaats gaan terug tot de 11de eeuw als Asseigny. De 18de-eeuwse Cassinikaart toont het dorpje Assigny.
Op het eind van het ancien régime eind 18de eeuw, toen de gemeenten werden gecreëerd, werd Assigny een gemeente.
Assigny is op 1 januari 2016 gefuseerd met de gemeenten Auquemesnil, Belleville-sur-Mer, Berneval-le-Grand, Biville-sur-Mer, Bracquemont, Brunville, Derchigny, Glicourt, Gouchaupre, Greny, Guilmécourt, Intraville, Penly, Saint-Martin-en-Campagne, Saint-Quentin-au-Bosc, Tocqueville-sur-Eu en Tourville-la-Chapelle tot de commune nouvelle Petit-Caux. 

## Geografie
De oppervlakte van Assigny bedraagt 6,1 km², de bevolkingsdichtheid is 54,4 inwoners per km².
De onderstaande kaart toont de ligging van Assigny (Seine-Maritime) met de belangrijkste infrastructuur en aangrenzende gemeenten.

## Bezienswaardigheden
- De Église Saint-Médard

## Demografie
Onderstaande figuur toont het verloop van het inwonertal (bron: INSEE-tellingen).